# Yagub Mammadov
Yagub Mammadov (àzeri: Yaqub Məmmədov; districte d'Ağcabədi, 5 de maig de 1930 – Bakú, 5 de juny de 2002) va ser un cantant àzeri de mugham. El 2007, un centre cultural a Ağcabədi va rebre el seu nom.

## Biografia
Məmmədov Yaqub Məhəmməd oğlu va néixer el 5 de maig de 1930 a la regió d'Ağcabədi. Fou un representant destacat de l'escola secundària de l'escola coral de Karabakh a la segona meitat del segle xx. Graduat a Karabakh, Yagub Mammadov va rebre la seva formació musical a l'Escola Estatal de Música d'Azerbaidjan a Bakú. No només era un gran coneixedor de tots els conjunts de mugham, sinó que també coneixia la poesia àzeri. Yagub Mammadov va ser solista a la Filharmònica Estatal d'Azerbaidjan durant molts anys i va actuar en concerts. Gràcies a les seves actuacions, els conjunts de mugham escrits en cintes de gramòfon es van estendre arreu del Pròxim Orient. Yagub Mammadov va crear les seves pròpies tradicions en art, de les quals es van beneficiar molts cantants del seu temps, així com també la nova generació.